# The Pills
The Pills è un gruppo comico italiano nato a Roma nel 2011 e composto da Luca Vecchi, Luigi Di Capua e Matteo Corradini.

## Biografia
(La descrizione del gruppo sul canale YouTube)
Inizialmente si fanno conoscere grazie alla loro webserie THEPILLSeries pubblicata su YouTube dove affrontano in maniera ironica temi comuni ai giovani delle periferie romane. In particolare è il quartiere Giardinetti a fare spesso da teatro delle loro avventure. Nel corso della serie partecipano anche alcuni personaggi noti come Giancarlo Magalli, Elio Germano, Carl Brave e Franco126. Il video con Giancarlo Magalli in particolare è stato motivo di scontro con la Rai per questioni contrattuali che legano il presentatore con la rete.
La prima apparizione televisiva avviene sul canale DeeJay Television con lo show Late night with The Pills dove i componenti del gruppo giocano a Monopoly mentre intervistano in ogni puntata un personaggio italiano. La struttura dello show intervalla le domande ad attori e musicisti con sketch in tipico stile The Pills. Nella lista degli intervistati risultano Pietro Sermonti, Paola Maugeri, Bud Spencer Blues Explosion, Faso, Diego Bianchi, Noyz Narcos e molti altri. Nel 2014 Matteo Corradini e Luca Vecchi compaiono nel film Smetto quando voglio, mentre, successivamente, Luigi Di Capua partecipa alla sceneggiatura degli altri due film della trilogia (Smetto quando voglio - Masterclass e Smetto quando voglio - Ad honorem).
A partire dal luglio del 2014 partecipano in qualità di ospiti fissi al programma Stracult, nel corso del quale sono trasmesse alcune loro clip sul mondo del cinema.
A partire dal 22 dicembre 2014, va in onda su Rai 2 la sit-com Zio Gianni, della quale i The Pills sono autori. Partecipa in qualità di attore alla sit-com anche Luca Di Capua, fratello di Luigi Di Capua, spesso apparso nelle clip dei The Pills.
Il 21 gennaio 2016 esce nelle sale il loro primo film, The Pills - Sempre meglio che lavorare nel quale partecipano sia in qualità di attori che come sceneggiatori, affiancati da Luca Ravenna, e registi, in particolare la regia è stata affidata a Luca Vecchi. I The Pills ottengono la partecipazione straordinaria al loro film di Giancarlo Esposito e Gianni Morandi.
A partire dal 1º gennaio 2016 va in onda su Italia 1 il loro late show Non ce la faremo mai, a questo partecipano in qualità di ospiti sia alcuni colleghi come Edoardo Ferrario, Caterina Guzzanti e Frank Matano, sia altre figure del mondo dello spettacolo e non come Enrico Lucci, Zerocalcare, Vladimir Luxuria, Alessio Sakara e Valerio Aprea. Nel programma sono presenti alcune rubriche ricorrenti, come Nobili coatti o Fame chimica oltre le classiche clip in bianco e nero che hanno caratterizzato i The Pills fin dai loro albori.
All'inizio del 2018 curano l'aspetto comico della trasmissione M su Rai 3, nel corso della quale sono trasmesse alcune loro clip inedite.
Nel 2019 producono degli episodi di THEPILLSeries in collaborazione con Play Station, nei quali partecipano come attori anche Alessandro Florenzi e Cristina D'Avena.
Nel 2019 lavorano alla trasmissione Stati Generali su Rai 3, dove curano la rubrica Ai confini de tipo adesso, in cui con le loro caratteristiche clip ironizzano spesso su alcuni temi d'attualità.
Nel gennaio 2023 scrivono e conducono il podcast BRODO, prodotto in esclusiva per Spotify.

## Televisione
- Late Night with The Pills (Deejay TV) (2012)
- Stracult (2014-presente)
- Non ce la faremo mai (Italia 1) (2016)
- M (Rai 3) (2018)
- Stati generali (Rai 3) (2019)

## Filmografia
- Il candidato - Zucca presidente – serie TV (2014)
- Zio Gianni – serie TV (2014-2016)
- The Pills - Sempre meglio che lavorare, regia di Luca Vecchi (2016)
- Dark Polo Gang - La serie – serie TV (2018)